# Nederlandenes bridgeforbund
Nederlandenes Bridgeforbund (på nederlansk Nederlandse Bridge Bond, forkortet NBB) er det nationale bridgeforbund i Nederlandene. Nederlandenes Bridgeforbund blev stiftet i 1930 af Lucardie.
Forbundet er medlem af World Bridge Federation (WBF) og har Jons van de Mars som formand med hovedsæde i Utrecht.
Nederlandse Bridge Bond er det andetstørste forbund i Verden.

## Nederlandske bridgespillere
- Jan Jansma
- Ron Bouwman

## Hjemmeside
- Nederlandenes Bridgeforbund (NBB) (nederlandsk)

| Forening eller organisation | Spire Denne artikel om en forening eller organisation er en spire som bør udbygges. Du er velkommen til at hjælpe Wikipedia ved at udvide den. |